# آشیکاگا تادایوشی

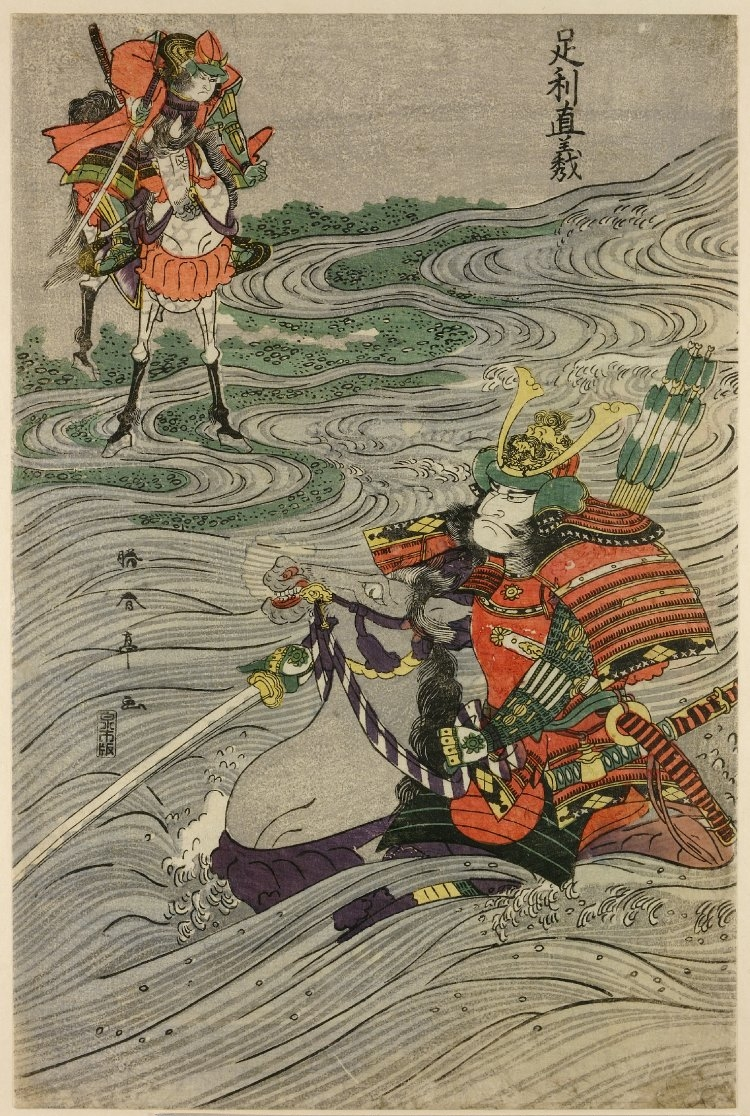
یک تصویر کشیده از آشی‌کاگا تادایوشی در دوره ادو

آشیکاگا تادایوشی (به ژاپنی: 足利 直義) (تولد ۱۳۰۶، مرگ ۱۳ مارس ۱۳۵۲ میلادی) برادر تنی کوچکتر آشیکاگا تاکائوجی نخستین شوگونِ شوگون‌سالاری آشیکاگا بود. او مخالف اصلاحات معروف به تجدید حیات کنمو یا اصلاحات کن‌مو بود و به همراه برادرش آشی‌کاگا تاکااوجی جهت سرنگونی دولت کاماکورا و تشکیل شوگون‌سالاری آشی‌کاگا اقدام کرد. پس از شوگون شدن برادرش بین آنان اختلاف بروز کرد و با قوای امپراتوری جنوبی متحد شد. در جنگی که درگرفت او شکست خورد و در کاماکورا به قتل رسید.

## اختلاف با برادر
در دربار شمالی و جنوبی، آشیکاگا تاکائوجی و برادر کوچکترش تادایوشی در جریان تأسیس شوگونات با هم درگیر بودند و فرماندهان نظامی از طرفدار هر دو طرف در مکان‌های مختلف می‌جنگیدند. در ماه هفتم سال پنجم جووا (دوره) (۱۳۴۹ میلادی)، کو نو مورونائو، که قبلاً با تادایوشی درگیر شده بود، نقشه ای برای تحت سلطه درآوردن تادایوشی کشید و محل اقامت آشیکاگا تاکائوجی را محاصره کرد و اوئه‌سوگی شیگه‌یوشی  و دیگران را متهم کرد و مقصر دانست. بعد، در ماه دهم از سال اول کانتو، تادایوشی که با تاکائوجی اختلاف داشت، به سمت ولایت یاماتو رفت، و به دربار جنوبی پیوست، ارتشی تشکیل داد و با تاکائوجی جنگید. در ماه دوم سال بعد، تاکائوجی و تادایوشی یک بار صلح کردند، اما کو نو مورونائو و برادرش کو نو مورویاسو توسط تادایوشی به قتل رسیدند. در ماه هشتم همان سال، تادایوشی بار دیگر با تاکائوجی جنگید و به سمت شمال و به سمت کاماکورا گریخت. در ماه یازدهم، تاکائوجی یک ارتش را به سمت شرق رهبری کرد و ارتش تادایوشی را شکست داد. سال بعد، در روز سال نو، تاکائوجی به کاماکورا رفت و تادایوشی را به قتل رساند.